# Malowane cerkwie północnej Mołdawii
Malowane cerkwie północnej Mołdawii – grupa unikatowych cerkwi prawosławnych położonych w północnej Rumunii, na Bukowinie (w północnej części Mołdawii), ozdobionych zarówno malowidłami wewnętrznymi, jak i pochodzącymi z XVI w. freskami zewnętrznymi, pokrywającymi fasady na całej ich powierzchni. Osiem z nich jest wpisane na listę światowego dziedzictwa UNESCO.

## Cerkwie

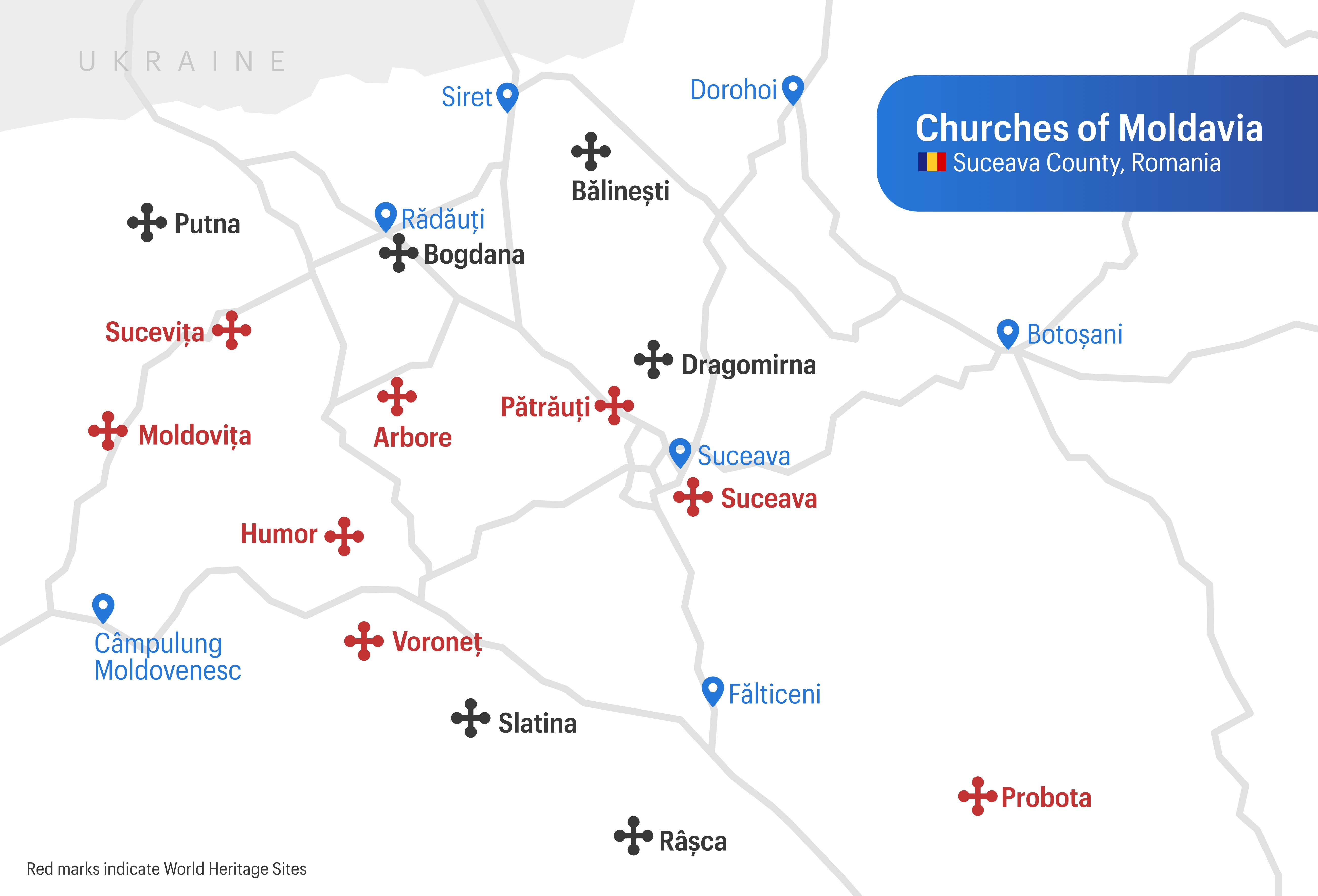
Schemat rozmieszczenia cerkwi na Bukowinie (w kolorze czerwonym – wpisane na listę UNESCO)

Malowane cerkwie wpisane na listę UNESCO:
- wpisane w 1993[1]:
  - cerkiew Ścięcia św. Jana Chrzciciela w Arbore (zbudowana w 1503, freski zewnętrzne z 1541)[2]
  - cerkiew Zaśnięcia Bogurodzicy w monastyrze Humor (zbudowana w 1530, freski zewnętrzne z 1535)[3]
  - cerkiew Zwiastowania w monastyrze Moldovița (zbudowana w 1532, freski zewnętrzne z 1537)[4]
  - cerkiew Podniesienia Krzyża Świętego w Pătrăuți (zbudowana w 1487, freski zewnętrzne z ok. 1550)[5]
  - cerkiew św. Mikołaja w monastyrze Probota (zbudowana w 1530, freski zewnętrzne z 1532)[6]
  - cerkiew św. Jerzego w monastyrze św. Jana Nowego w Suczawie (zbudowana w latach 1514–1522, freski zewnętrzne z 1534)[7]
  - cerkiew św. Jerzego w monastyrze Voroneț (zbudowana w 1488, freski zewnętrzne z 1547)[8]
- dodana w 2010[9]:
  - cerkiew Zmartwychwstania w monastyrze Sucevița (zbudowana w latach 1581–1584, freski zewnętrzne z lat 1595–1596)[10]

Ponadto na Bukowinie znajdują się liczne inne zabytkowe cerkwie, wśród nich:
- malowane z zewnątrz:
  - cerkiew św. Demetriusza w Suczawie (zbudowana w 1534–1535, freski zewnętrzne z lat 1537–1538)[11]
  - cerkiew św. Mikołaja w monastyrze Râșca (zbudowana w 1542, freski zewnętrzne z lat 1551–1552)[12]
  - cerkiew św. Mikołaja w Bălinești (zbudowana ok. 1493, freski zewnętrzne pochodzą z lat pomiędzy 1535 a 1538)[13]
  - cerkiew św. Eliasza w Sfântu Ilie (zbudowana w 1488, freski zewnętrzne z okresu pomiędzy 1632 a 1653)[14]
- niemalowane, lub te, których malowidła nie przetrwały, m.in.:
  - cerkiew św. Mikołaja w monastyrze Bogdana w Radowcach (zbudowana w latach 60. XIV w.)[15]
  - cerkiew Zaśnięcia Bogurodzicy w monastyrze Putna (zbudowana w latach 1481, 1498, 1654–1662)[16]
  - cerkiew Przemienienia Pańskiego w monastyrze Slatina (zbudowana w latach 1554–1558)[17]
  - cerkiew Zesłania Ducha Świętego w monastyrze Dragomirna (zbudowana w latach 1607–1609)[18]

## Historia

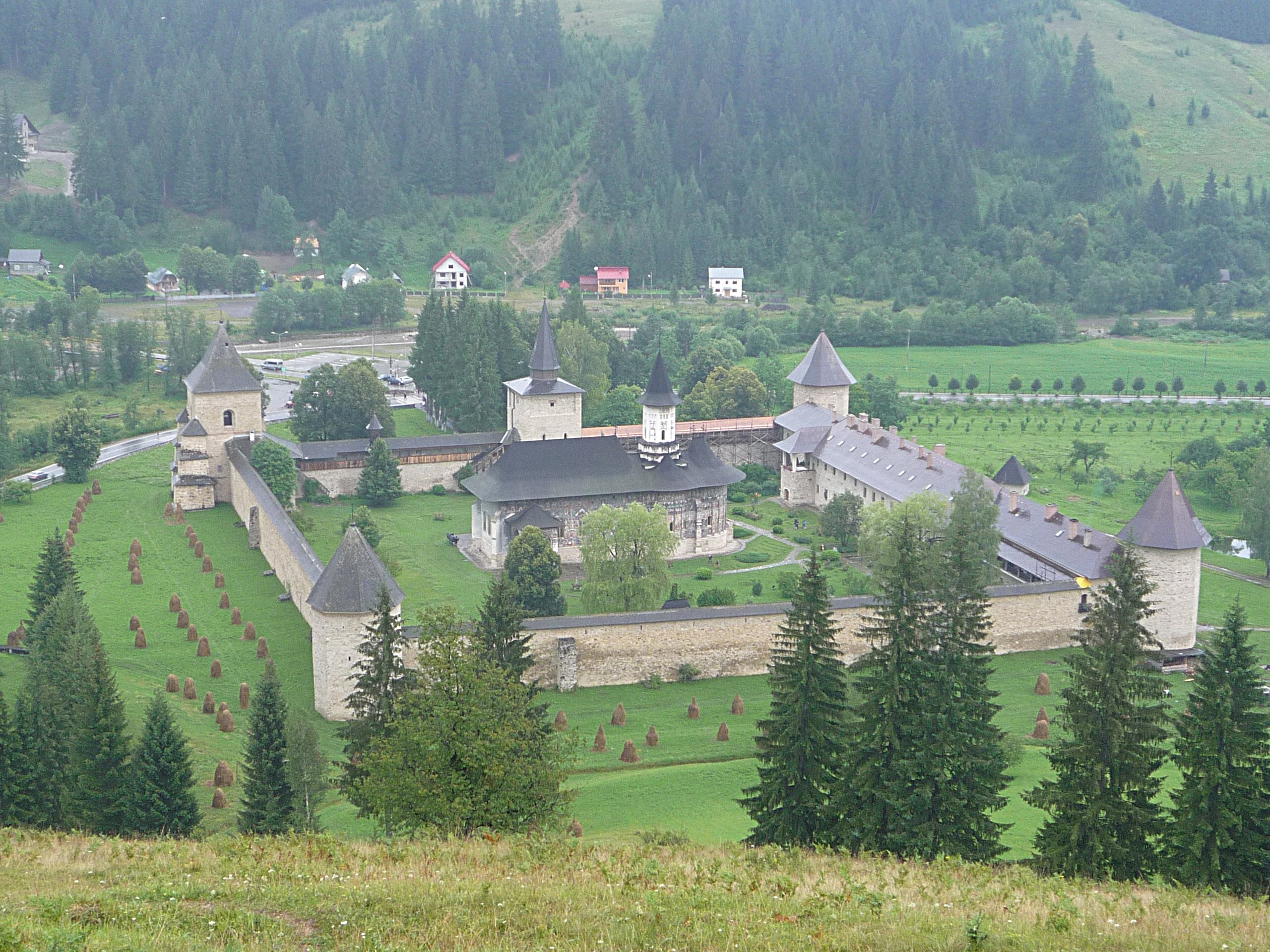
Monastyr Sucevița

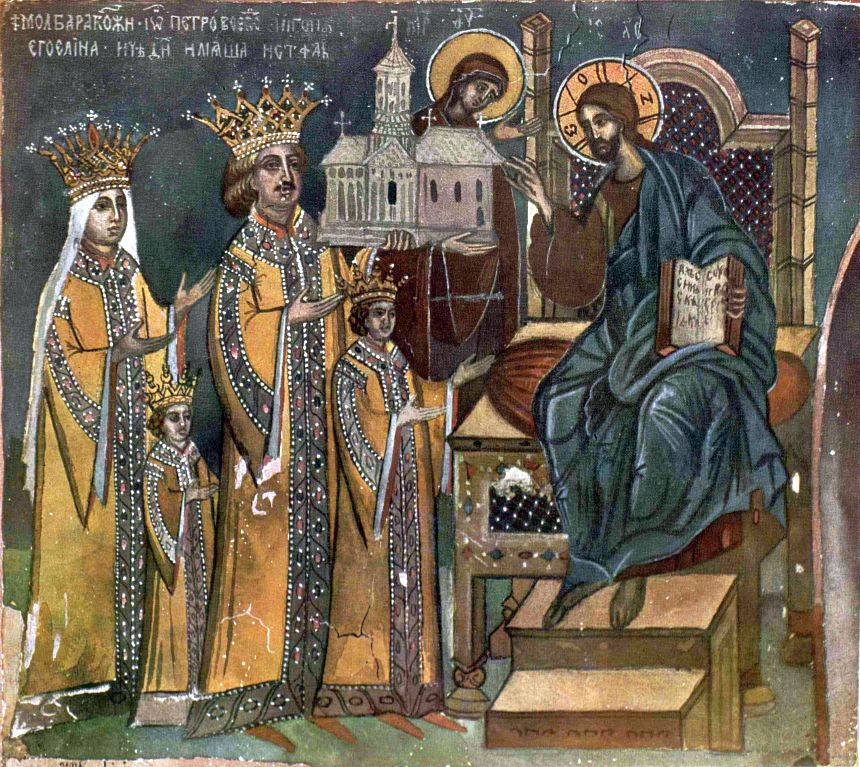
Piotr Raresz jako fundator monastyru Moldovița – fragment obrazu wotywnego w nawie cerkwi

Pierwsze murowane cerkwie Mołdawii, której centrum znajdowało się wówczas właśnie na Bukowinie, powstały wraz z utworzeniem państwa mołdawskiego w końcu XIV w. w pierwszych siedzibach hospodarskich – Radowcach, Serecie i Suczawie. Znaczący rozwój budownictwa sakralnego nastąpił w stuleciu następnym – za panowania hospodarów Aleksandra Dobrego (1400–1432) oraz Stefana Wielkiego (1457–1504). Także w XV w. zaczęły powstawać malowidła cerkiewne, wówczas jeszcze pokrywające jedynie wnętrza budynków.
Upadek niezależności Hospodarstwa Mołdawskiego pod naporem osmańskim spowodował osłabienie działalności fundacyjnej hospodarów mołdawskich. Mimo to nowe cerkwie i monastyry nadal powstawały – za sprawą tych hospodarów, których pozycja była dość mocna, jak Piotr Raresz (1527–1538 i 1541–1546) lub Aleksander Lăpușneanu (1552–1561 i 1564–1568). Obok charakteru religijnego miały znaczenie obronne – wobec niemożności wznoszenia zamków wskutek tureckiego zakazu, mocno fortyfikowane, miały służyć jako punkty oporu. Szczególne znaczenie miało panowanie Piotra Raresza, próbującego zrzucić zwierzchnictwo tureckie, kiedy to obok wznoszenia nowych czy rozbudowywania istniejących już cerkwi i monastyrów zrealizowano bogaty program ozdabiania świątyń zewnętrznymi malowidłami, zajmującymi wszystkie ich ściany (najstarsze zachowane malowidła znajdują się w Probota i pochodzą z 1532; przypuszcza się, że w 1530 wykonano zniszczone na początku XX w. malowidła zewnętrzne cerkwi w Hârlău), stanowiącymi m.in. manifest ideowy oporu przeciwko Turkom.
Zwyczaj ten kontynuowany był później, choć stopniowo zanikał; a wraz z coraz większą zależnością od Turcji zanikał też antyturecki charakter fresków. Aleksander Lăpușneanu wzniósł monastyr Slatina z cerkwią już bez malowideł zewnętrznych, a kilkadziesiąt lat później Mohyłowie ufundowali ostatnią z malowanych z zewnątrz cerkwi w monastyrze Sucevița (koniec XVI w.). Wkrótce potem metropolita Anastasie Crimca zbudował oryginalną cerkiew w monastyrze Dragomirna. W późniejszym okresie budownictwo sakralne na Bukowinie właściwie się już nie rozwijało. Po upadku Mohyłów centrum polityczne uzależnionej od Turków Mołdawii ostatecznie przeniosło się na południe, do Jass, Bukowina znalazła się na marginesie zarówno politycznym, jak też i kulturalnym.
W 1775 duża część Bukowiny weszła w skład monarchii Habsburgów. Reformy józefińskie spowodowały usunięcie zakonników z niektórych cerkwi. Cerkwie powoli niszczały, nie było środków na ich remonty. Proces ten miał miejsce również w czasach komunistycznych. Zmiana nastąpiła dopiero po 1989. Monastyry ponownie były obejmowane przez prawosławnych mnichów i mniszki i podjęto energiczne działania w celu ich ratowania i restauracji. W 1993 siedem malowanych cerkwi zostało wpisanych na listę światowego dziedzictwa UNESCO, a w 2010 poszerzono ten wpis o ósmą cerkiew. Dzisiaj stanowią one jedne z najcenniejszych zabytków Rumunii.

## Architektura

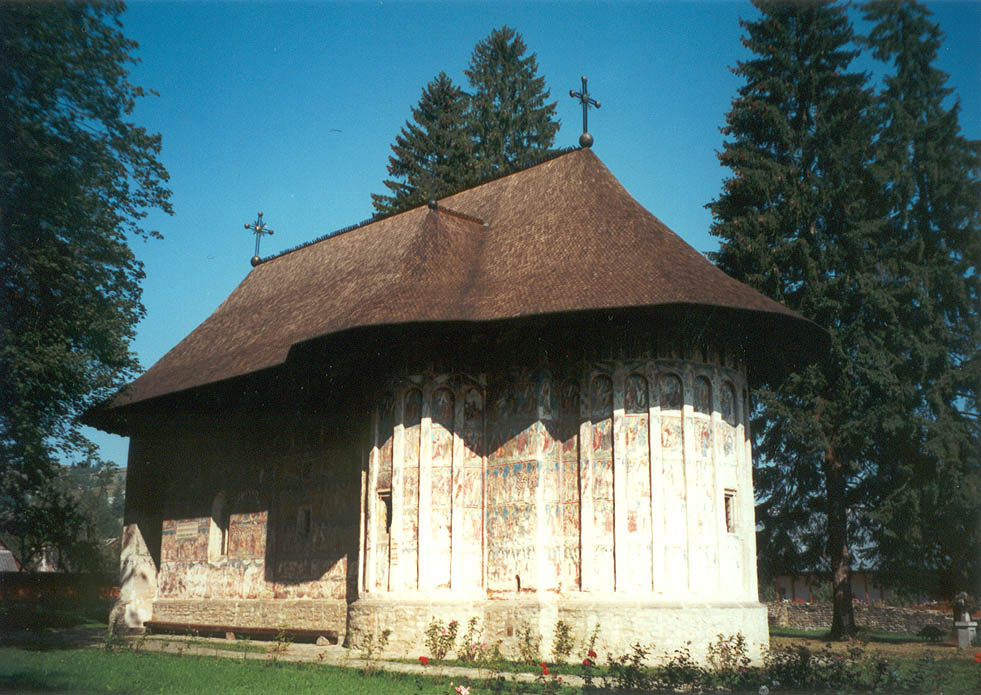
Trójkonchowa bryła cerkwi monastyru Humor, widok od południowego wschodu

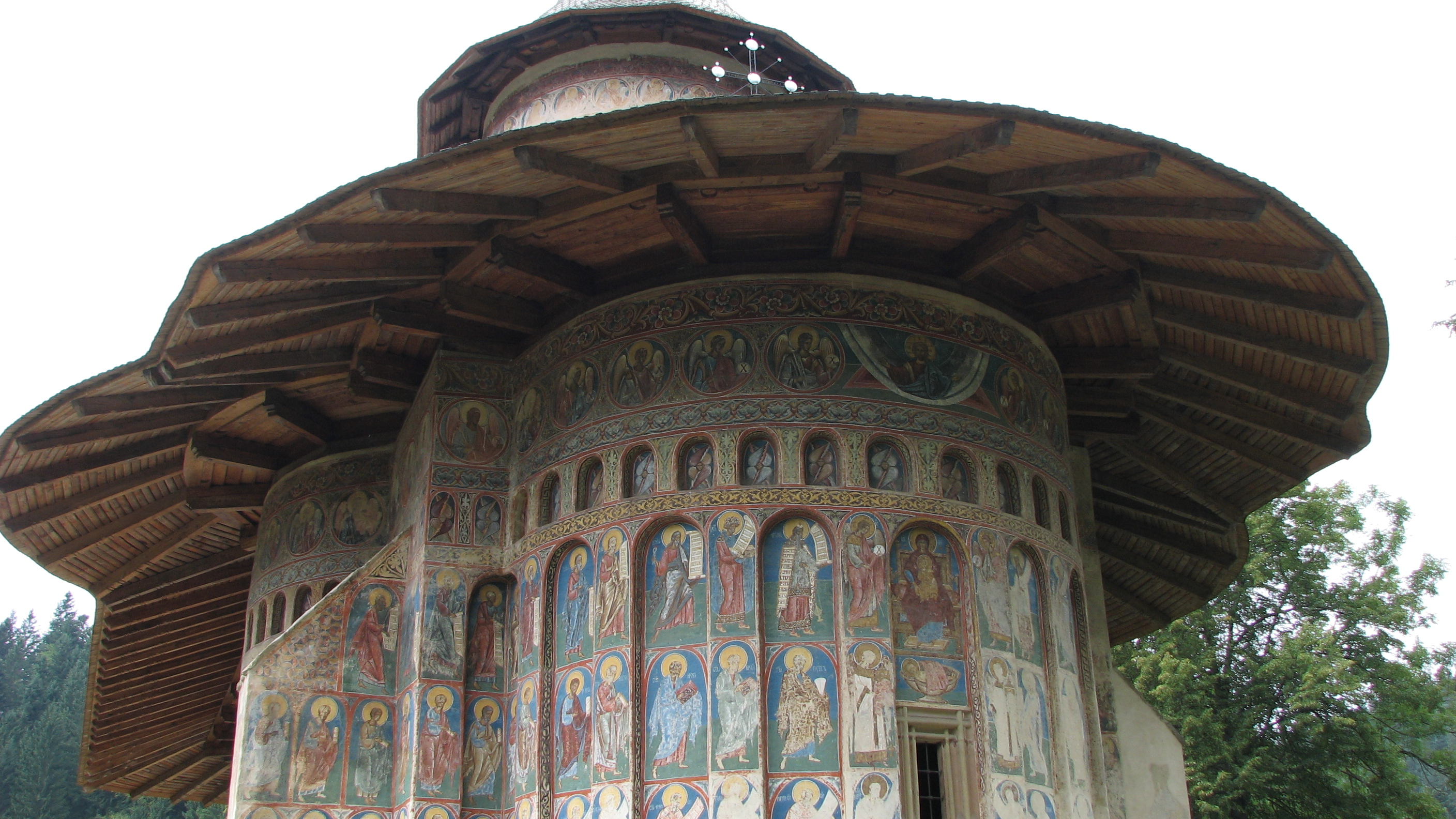
Wystający dach oraz dekoracyjne nisze na wschodniej apsydzie cerkwi św. Jerzego w monastyrze Voroneț

Architektura cerkwi bukowińskich wznoszonych od końca XIV w. do początku XVII w. wywodzi się z kręgu architektury bizantyńskiej. Wśród cerkwi dominuje nawiązujący do krzyża plan trójkonchowy (koniczyny), tj. wydłużonego prostokąta, od strony wschodniej zakończonego apsydą ołtarzową (główną), w sąsiedztwie której na północnym i południowym boku prostokąta znajdują się apsydy boczne. Niekiedy plan trójkonchowy jest tylko pozorowany przez tworzenie zamiast apsyd bocznych niewielkich nisz wewnętrznych ukrytych w grubości muru (z zewnątrz mur jest płaski).
Cerkwie, bez wyjątku orientowane, słabo oświetlone z uwagi na bardzo małe i nieliczne okienka, złożone są z kilku osobnych pomieszczeń. Należą do nich:
- nawa (gr. naos) zajmująca wschodnią część cerkwi, nakryta kopułą, z której część z apsydą główną jest oddzielona ikonostasem;
- przednawie (gr. pronaos, także często narthex) przylegające do nawy od zachodu, niekiedy mieszczące nagrobki fundatorów świątyni (w niektórych wypadkach są one umieszczone w osobnej komorze grobowej (rum. grobnița));
- przedsionek (rum. pridvor, gr. exonarhtex) przybierający różne formy, od zamkniętych do szeroko otwartych na zewnątrz (np. arkadami).

Cerkwie zmieniały swoją formę w dziejach; do końca XV w. dominowały cerkwie składające się wyłącznie z dwóch zamkniętych pomieszczeń.
Cerkwie zwieńczone są wysokim, zaokrąglonym na końcach, dachem, daleko wystającym poza ściany (co uchroniło freski zewnętrzne przed zniszczeniem). W dachu ukryte są kopuły przykrywające poszczególne pomieszczenia cerkwi. W niektórych przypadkach cerkwie posiadają niewielkie wieże wznoszące się ponad nawą, stanowiące zwieńczenie kopuł i oparte na systemie pendentywów, zwane „sklepieniami mołdawskimi”. W przypadku cerkwi posiadających wieże, dach cerkwi jest podzielony, odsłaniając wieżę praktycznie od samej jej podstawy.
W wykończeniu cerkwi widoczne są wpływy architektury Zachodu. Pomijając cerkiew w Radowcach, pierwszą murowaną cerkiew mołdawską, w której widać wyraźne wpływy architektury zachodniej nawet w konstrukcji budowli, wiele cerkwi wykazuje liczne elementy gotyckie lub renesansowe, np. przypory czy kamieniarka okien i drzwi.
W dekoracji cerkwi, obok malowideł, charakterystyczne są też nisze, obiegające czasami całe cerkwie szeregiem (lub kilkoma) pod dachem, albo też pokrywające całe ściany apsyd, natomiast we wcześniejszych budowlach – rzędy kolorowych, glazurowanych płytek.
W przypadku cerkwi klasztornych świątynie otoczone były czworobokiem murów obronnych, często wzmocnionych w narożach basztami, z bramą wjazdową na osi jednej z pierzei murów. Budynki mieszkalne, gospodarcze itp. nie przylegały do cerkwi, ale do wewnętrznej strony murów obronnych – cerkwie stały samodzielnie w centrum klasztornego kompleksu, odsłonięte z wszystkich stron (odmiennie niż w architekturze zachodniej, gdzie kościół klasztorny zazwyczaj przylega do kompleksu klasztornego).

## Malowidła

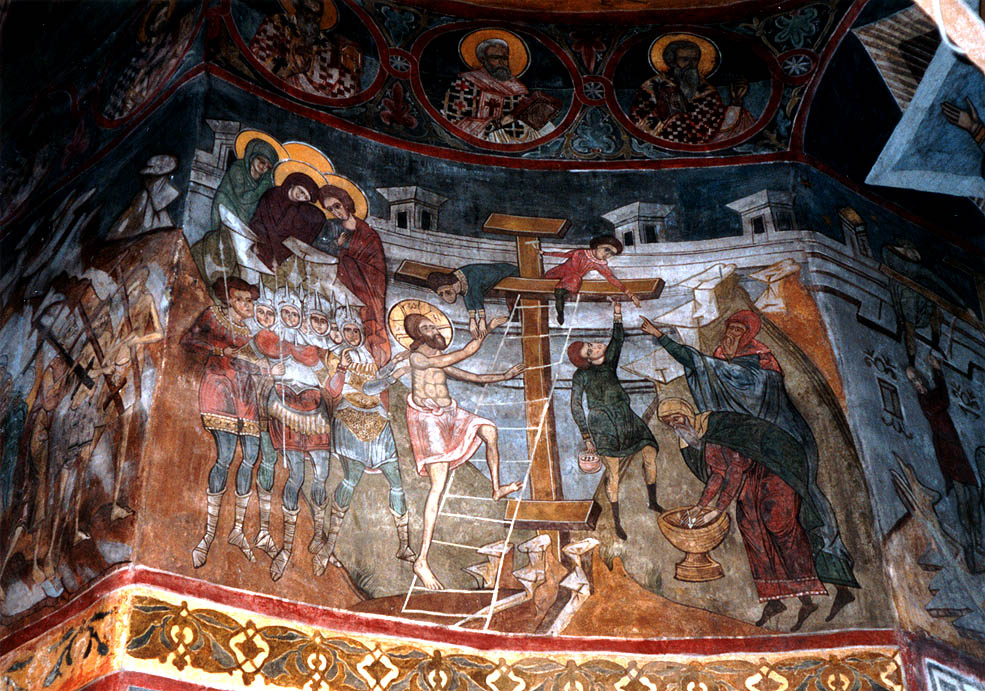
Ukrzyżowanie w cerkwi św. Jerzego w monastyrze św. Jana Nowego w Suczawie

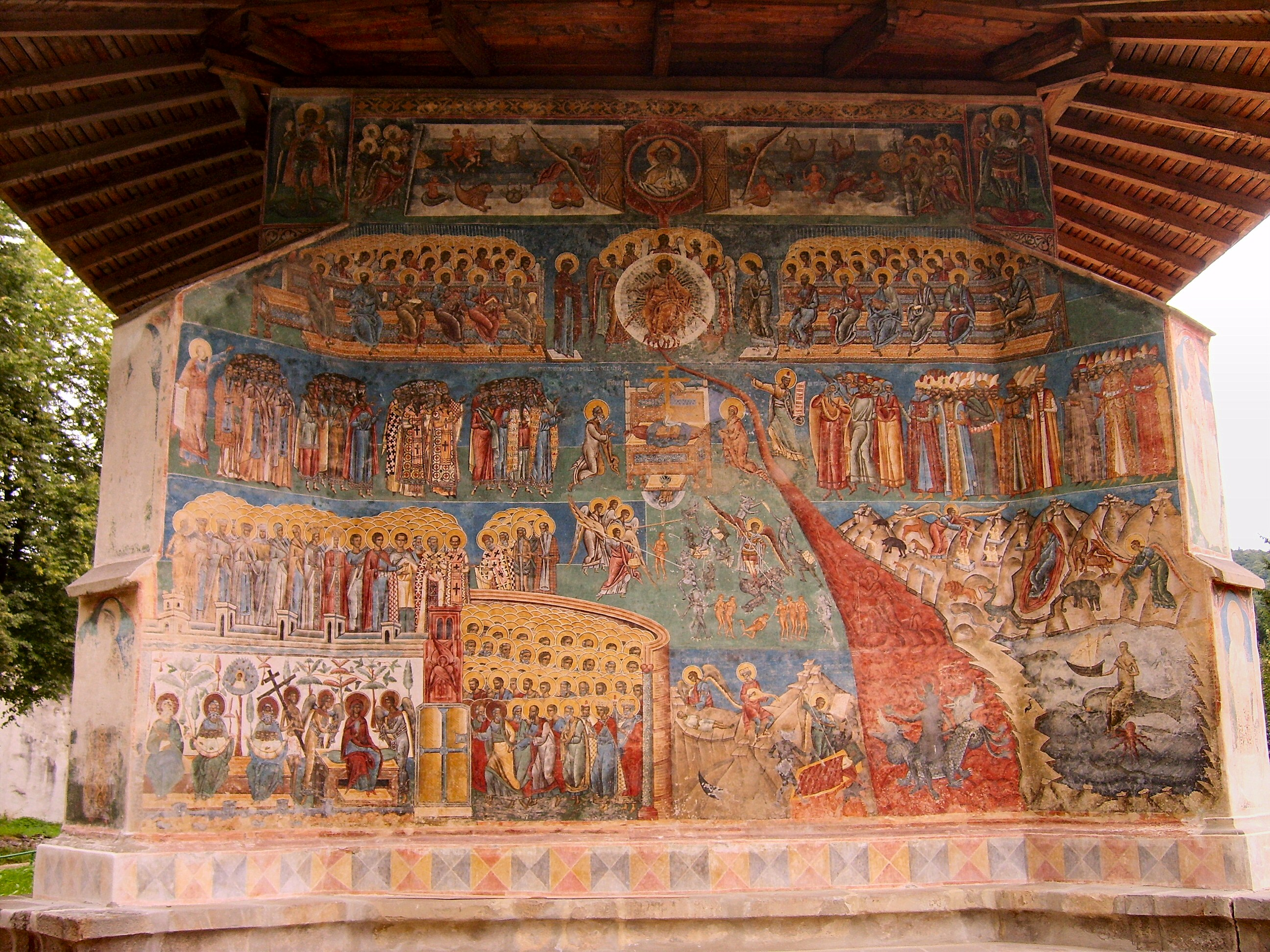
Sąd Ostateczny na zachodniej elewacji cerkwi monastyru Voroneț

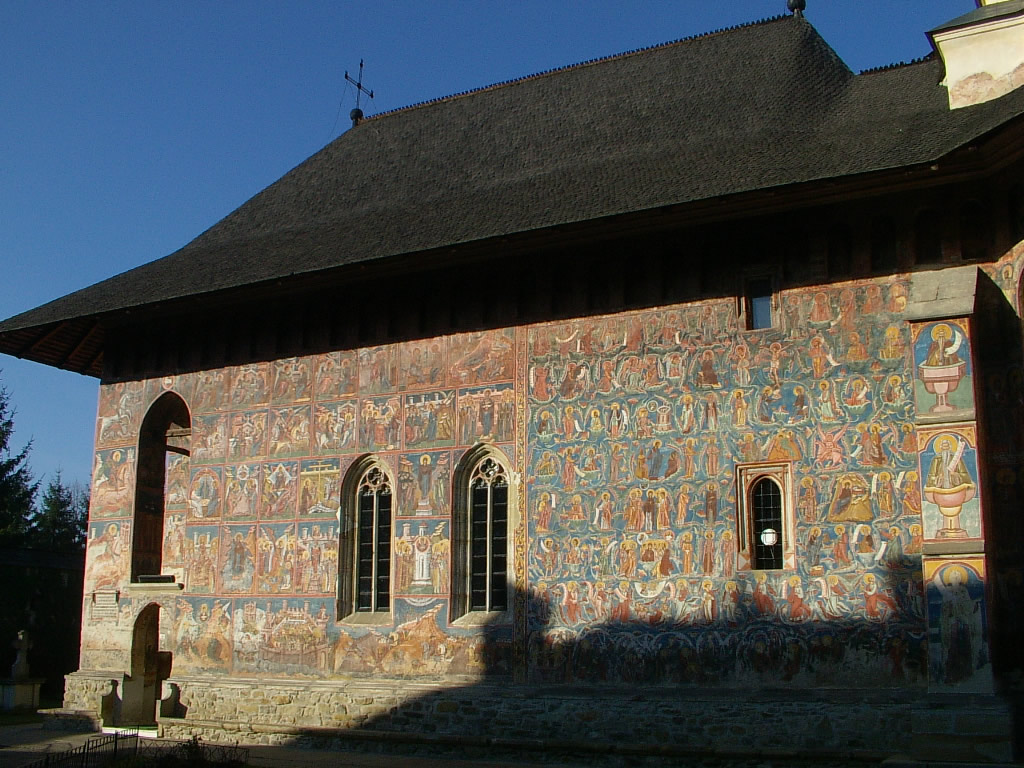
Malowidła południowej elewacji cerkwi monastyru Moldovița (po lewej stronie akatyst, po prawej drzewo Jessego)

Wyjątkowość dekoracji malarskiej cerkwi Bukowiny przejawia się w tym, że zajmuje ona obok ścian wewnętrznych również wszystkie ściany świątyni z zewnątrz. Obecnie malowidła zewnętrzne w większym lub mniejszym stopniu można znaleźć na kilkunastu świątyniach, w przeszłości było ich więcej. W kilku przypadkach zachowały się jednak tylko ich fragmenty, a właściwie na żadnej ze świątyń nie zachowały się w całości – zazwyczaj zniszczone są na północnych ścianach cerkwi, najbardziej narażonych na działanie warunków atmosferycznych wskutek wiejących z tego kierunku wiatrów.
Malowidła wewnętrzne cerkwi inspirowane są miniaturami z ksiąg średniowiecznych, co związane było m.in. z bujnym rozwojem iluminatorstwa w XV-wiecznej Mołdawii. Wewnętrzne ściany cerkwi są pokryte szeregiem obrazów, przedstawiających pojedyncze sceny. Inny jest schemat kompozycji na ścianach zewnętrznych – tutaj pojawiają się także monumentalne malowidła zajmujące dużo większe płaszczyzny, niekiedy całe elewacje, efekt artystyczny wzmaga jeszcze ich bardzo dobre (w przeciwieństwie do wnętrza) oświetlenie.
Kompozycja i styl malowideł są podobne we wszystkich cerkwiach, wszystkie wywodzą się z tego samego kanonu – w przypadku malowideł wewnętrznych, dojrzałego już w epoce Stefana Wielkiego, zaś w przypadku zewnętrznych (powstających po 1530), opracowanego w epoce Piotra Raresza (jego autorem mógł być metropolita Grigorie Roșca). Widać tu jednak pewną ewolucję. Od II połowy XV w. coraz istotniejszym elementem malowideł staje się program ideologiczny związany z oporem przeciwko Imperium Osmańskiemu – szczególnego znaczenia nabiera w malowidłach zewnętrznych realizowanych pod panowaniem Piotra Raresza, próbującego stawić opór Turkom.
Przestrzegany zazwyczaj kanon malowideł wewnętrznych obejmował następujące elementy:
- w apsydzie wschodniej (ołtarzowej, odgrodzonej od nawy ikonostasem) – malowidła poświęcone męce Chrystusa i Ostatniej Wieczerzy;
- w kopule nawy – Chrystus Pantokrator, poniżej którego przedstawieni są aniołowie, prorocy, apostołowie, ewangeliści;
- na ścianach nawy – tzw. „kalendarz”, przedstawiający wydarzenia związane z życiem Chrystusa oraz Marii; ponadto istotnym elementem malowideł nawy bywa umieszczany na zachodniej ścianie obraz wotywny przedstawiający fundatora cerkwi wręczającego, przy wstawiennictwie patrona świątyni, Chrystusowi pomniejszony model cerkwi;
- w pozostałych pomieszczeniach często przedstawiane są sceny związane z wezwaniem świątyni (np. żywot jej patrona), regułą jest umieszczanie kalendarza (gr. menologion) ze scenami z życia świętych męczenników; w przednawiu (często pełniącym funkcję babińca) znajdują się sceny z życia Matki Boskiej (m.in. jej przedstawienie w kopule); niekiedy pojawia się także Kawalkada Krzyża Świętego (przedstawiająca cesarza Konstantyna Wielkiego na czele pochodu świętych wojowników)[66][73][74][75][76].

Z kolei do głównych przedstawień pojawiających się na ścianach zewnętrznych cerkwi należą:
- tzw. „hierarchia niebiańska”, umieszczana na absydach we wschodniej części cerkwi – kilka hierarchicznie ułożonych rzędów postaci aniołów, świętych, męczenników, wśród których główne miejsce zajmuje scena Deesis (Chrystus z Matką Boską i św. Janem Chrzcicielem);
- monumentalny Sąd Ostateczny, umieszczany na całych ścianach zachodnich (niekiedy obecnie wewnątrz cerkwi, jeśli np. ta później była rozbudowywana);
- ilustracja akatystu poświęconego cudom Matki Boskiej, w którym szczególne znaczenie posiada scena oblężenia Konstantynopola (choć chodzi tutaj o oblężenie miasta w 626 przez Persów, podczas którego cudowna interwencja Marii miała ocalić miasto; oblegający posiadają tutaj wygląd turecki, co nasuwa skojarzenia z oblężeniem z 1453 i ma umacniać w oporze wobec tureckiego zagrożenia);
- drzewo Jessego (rozbudowany w formie wyrastającego z brzucha Jessego drzewa wywód przodków Jezusa);
- drabina cnót według św. Jana Klimakosa (przedstawiająca w symboliczny sposób drogę zbawienia);
- żywoty świętych, m.in. św. Jerzego, św. Mikołaja czy patrona Mołdawii św. Jana Nowego[77][78][79][80].